# Dompelaars

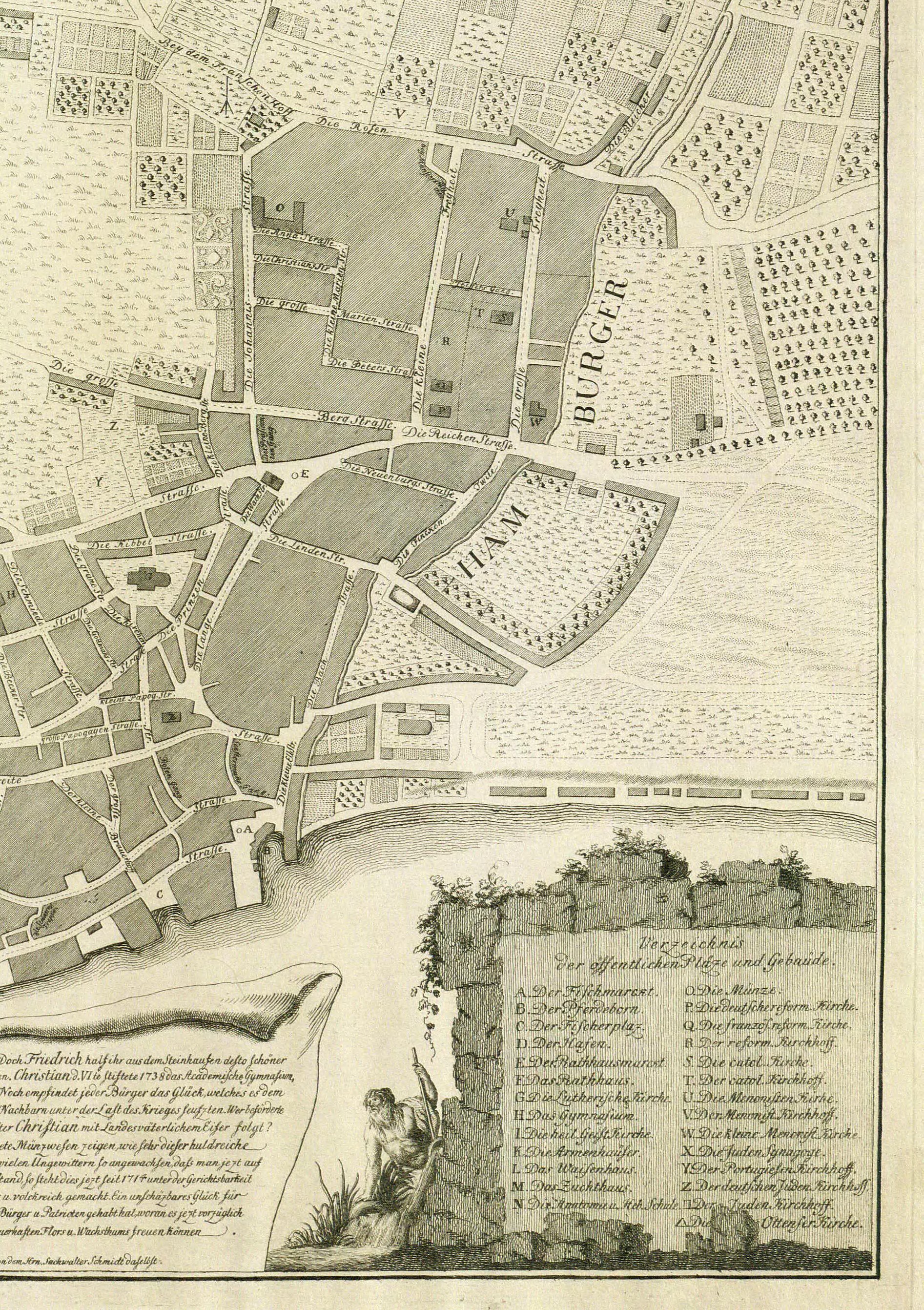
In einem Kupferstich von 1770 wird die Kirche der Dompelaars in Altona als kleine Mennonist.Kirche bezeichnet, in einem späteren Stadtplan von 1803 wird das Gebäude bereits als Herrnhuterkirche geführt

Die Dompelaars oder Dompelers (aus dem Niederländischen dompelen ≈ untertauchen) waren eine im 17. Jahrhundert entstandene Reformbewegung innerhalb einiger mennonitischer Gemeinden in den Niederlanden und in Norddeutschland, die die Taufe mittels vollständigem Untertauchen (Immersion) forderten und auch selbst praktizierten. Zum Teil wurden sie auch als Immergenten (lateinisch für eintauchen) bezeichnet.

## Geschichte
Die Diskussion über die Taufform führte bereits in den Jahren von 1640 bis 1648 zu anhaltenden Konflikten bei den Mennoniten in Altona. Hinzu kamen teilweise Diskussionen, ob das Abendmahl am Abend mit ungesäuertem Brot und nach einer Fußwaschung gefeiert werden sollte. Im Jahr 1648 gründeten die Altonaer Dompelaars schließlich eine eigene Gemeinde, die ab dem Jahr 1708 auch über eine eigene Kirche an der Großen Freiheit nahe der Altonaer Reichenstraße und der (inzwischen kanalisierten) Pepermölenbek verfügten. Die Kirche wurde kleine Mennonitenkirche, Immergenten-Kirche oder nach dem Beruf Jakob Denners Blaufärber-Kirche genannt. Taufen wurden in einem Teich bei Barmbek vorgenommen. Bekannter Prediger der Dompelaars in Altona war Jakob Denner. Zum Teil predigten auch bekannte Separatisten wie Christian Hoburg, der mit den Schwenkfeldianern in Kontakt stand. Nach dem Tod Denners löste sich die Gemeinde jedoch bald wieder auf. Die kleine Kirche wurde später von den Herrnhutern benutzt. Auch unter Mennoniten in Krefeld und im niederländischen Leeuwarden wirkten Dompelaars. Wahrscheinlich waren die Dompelaars von den niederländischen Rhijnsburger Kollegianten beeinflusst.
Ein Teil der Dompelaars schloss sich zu Beginn des 18. Jahrhunderts den von Alexander Mack gegründeten radikal-pietistischen Tunkern (Schwarzenau Brethren) an, die heute ausschließlich in Nordamerika siedeln.